# Eupithecia repentina
Eupithecia repentina  (лат.) — вид бабочек рода Eupithecia, семейства пядениц (Geometridae). Впервые описан в 1978 году энтомологами А. Войницем и Э. де Лаэвером.

## Описание
Размах крыльев — 19—21 мм. Передние крылья в основном тёмно-коричневые, с сероватым оттенком. Задние крылья коричневато-жёлтые.

## Распространение
Вид известен из Корейского полуострова, Японии и юго-запада Китая.